# Samsung Galaxy Tab 4 8.0
La Samsung Galaxy Tab 4 8.0 es una tableta basada en Android de 8 pulgadas producida y comercializada por Samsung Electronics. Pertenece a la cuarta generación de la serie Samsung Galaxy Tab, en la que también hay un modelo de 7 pulgadas y otro de 10,1 pulgadas, la Galaxy Tab 4 7.0 y la Galaxy Tab 4 10.1. Se anunció el 1 de abril de 2014 y se lanzó el 1 de mayo de 2014 junto con el Samsung Galaxy Tab 4 10.1. A diferencia de las tabletas de 7 y 10,1 pulgadas, la Galaxy Tab 4 8.0 es recién la segunda entrega de dispositivos de 8 pulgadas.

## Características
El Galaxy Tab 4 8.0 funciona con Android 4.4.2 KitKat. Samsung personalizó la interfaz con su software TouchWiz UX. Además de las aplicaciones de Google, como Google Play, Gmail y YouTube, también tiene acceso a aplicaciones de Samsung como ChatON, S Suggest, S Voice, S Translator, S Planner, Smart Remote (Peel) (solo versión WiFi), Smart Stay, multiventana, Group Play y All Share Play.
La Galaxy Tab 4 8.0 está disponible en las variantes de solo Wi-Fi, 3G y Wi-Fi y 4G/LTE y Wi-Fi. El almacenamiento varía de 16 GB a 32 GB según el modelo, con una ranura para tarjeta microSDXC como expansión. Tiene una pantalla WXGA TFT de 8 pulgadas con una resolución de 1280×800 píxeles. También cuenta con una cámara frontal de 1.3 MP sin flash y una cámara trasera de 3.0 MP de enfoque fijo. También tiene la capacidad de grabar videos HD.